# Ribe (condado)
Nota linguística: Não confundir grevskab (condado) com amt (divisão administrativa)..
Ribe foi um amt da Dinamarca de 1970 a 2006. Em 1.º de janeiro de 2007, foi fundido com a região da Dinamarca do Sul.

## Municípios
Ribe tinha 14 municípios:
| - Billund - Blaabjerg - Blåvandshuk - Bramming - Brørup - Esbjerg - Fanø | - Grindsted - Helle - Holsted - Ribe - Varde - Vejen - Ølgod |